# Страшкевич Вадим Вячеславович
Вади́м В'ячесла́вович Страшке́вич (нар. 21 квітня 1994, Калинівка, Вінницька область, Україна) — український футболіст, атакувальний півзахисник.

## Життєпис
Розпочав навчання футболу 2006 року в ДЮФК «Нива-Світанок», але вже наступного року перейшов у Львівське державне училище фізичної культури, де навчався чотири роки.
З літа 2011 року — у структурі львівських «Карпат», проте перші два сезони виступав виключно в молодіжній першості. За основну команду дебютував 2 серпня 2013 року в гостьовому матчі проти «Іллічівця», вийшовши на поле на 89 хвилині замість Олега Голодюка. Узимку 2016/17 залишив «Карпати» за обопільною згодою. За основну команду «зелених левів» він провів 39 офіційних матчів в усіх турнірах та відзначився 4 забитими голами, а за молодіжний склад Вадим зіграв 90 ігор (9 голів). 
14 лютого 2017 року підписав контракт з першоліговим рівненським «Вересом», проте грав за команду вкрай рідко і по закінченні сезону перейшов у «Полтаву». В 2018 році виступав у складі луцької «Волині» та у польській команді «Ресовія». У лютому 2019 став гравцем клубу «Минай». Разом з командою із Закарпаття зміг здобути спочатку срібні нагороди Другої ліги, а через рік золоті медалі Першої ліги. У вересні 2020 року підписав контракт з чернівецьким футбольним клубом «Буковина», проте вже в лютому наступного року став гравцем клубу: «Карпати» (Галич).

### Збірна
В 2011 році провів єдиний матч за юнацьку (U-17) збірну України проти однолітків з Ізраїлю. Впродовж 2014—2016 років викликався до складу молодіжної збірної України, брав участь у відбіркових змаганнях до чемпіонату Європи. У футболці молодіжної збірної провів 7 офіційних матчів та відзначився 2 голами. 

## Досягнення
- Перша ліга чемпіонату України
  -  Переможець (1): 2019/20
  -  Срібний призер (1): 2017/18 (1-а ч. с.)
  -  Бронзовий призер (1): 2016/17
- Друга ліга чемпіонату України
  -  Срібний призер (1): 2018/19